# Técnico de laboratorio de diagnóstico clínico

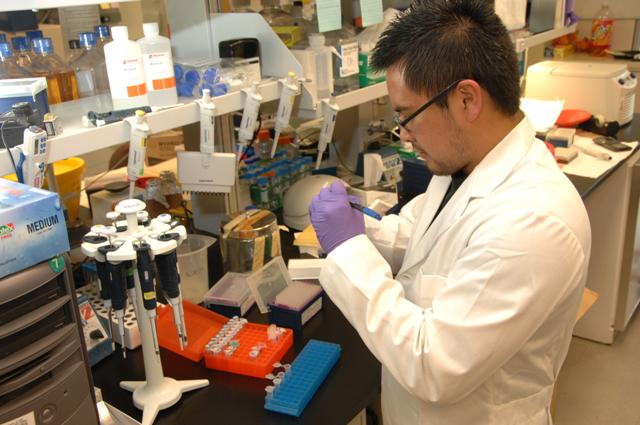
Tecnólogo Médico

Tecnología Médica es una carrera impartida en el área de las ciencias de la salud, cuyo profesional obtiene el  grado de licenciado y título de Tecnólogo Médico. Esta titulación no está reconocida en todos los países, sin embargo, la mayoría de los países desarrollados cuentan con requerimientos muy similares: estudios universitarios de entre cuatro y cinco años para el grado académico de licenciado. 
Una vez que se haya completado el ciclo pre-clínico se debe optar a una de las cinco o seis menciones de especialización (depende del país) tales como:
- Bioanálisis Clínico, Hematología y Banco de Sangre
- Oftalmología
- Otorrinolaringología
- Radiología y Física Médica
- Morfofisiopatología y Citodiagnóstico

## Especialidades

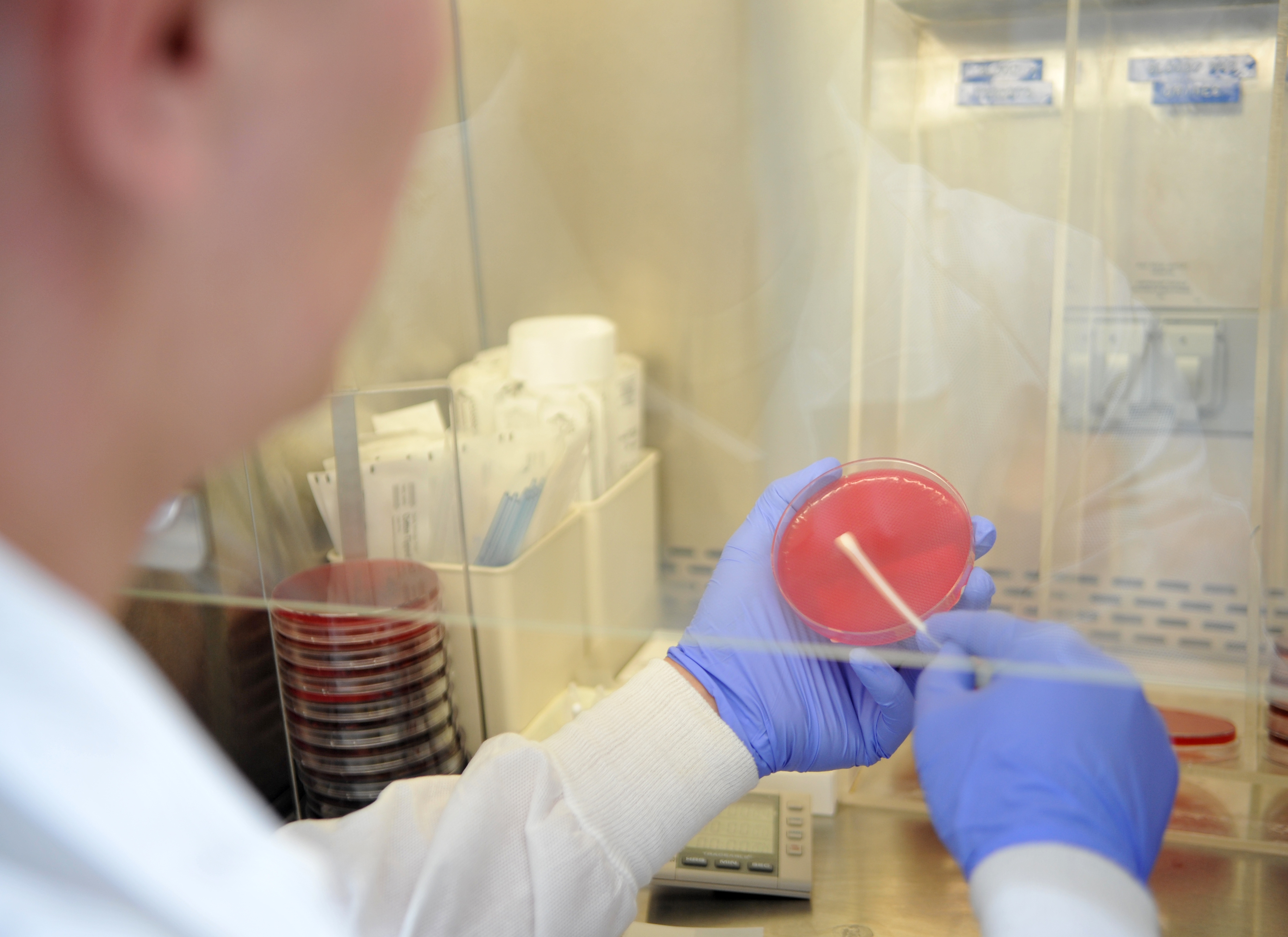
Laboratorio médico.

### BioanáliLsis Clínico, Hematología y Banco de Sangre
Especialidad dedicada a la realización de análisis clínicos en laboratorios, enfocados al diagnóstico de enfleboratoriormedades en áreas como la Microbiología, Inmunología, Hematología, bancos de sangre, transfusiones, Biología Molecular, Genética, etc.

### Oftalmología
Especialidad dedicada a estudiar las patologías asociadas a la vía visual y el ojo, incluyendo el  globo ocular y sus anexos, además de  otorgar algunos tipos de tratamientos y realizar diagnóstico refractivo. 

### Otorrinolaringología
Especialidad que permite prevenir y dar tratamiento a patologías del sistema respiratorio alto, oído, cabeza y cuello, alergias, vértigo, amígdalas, adenoides y nariz, entre otros.

### Radiología y Física Médica
Especialidad encargada de la obtención de imágenes del cuerpo humano por medio –principalmente– de radiación ionizante. Desarrolla sus conocimientos en el área de la Medicina nuclear responsable de la realización de radiografías y tomografía axial computarizada, entre otras.

### Morfofisiopatología y Citodiagnóstico
Especialidad encargada de la Anatomía patológica, en la que se realizan estudios morfológicos y se investiga el material procedente de piezas quirúrgicas, biopsias, autopsias, necropsias y citologías.